# Área de Conservação da Paisagem de Pakri
A Área de Conservação da Paisagem de Pakri é um parque natural localizado no condado de Harju, na Estónia.
A área do parque natural é de 3164 hectares.
A área protegida foi fundada em 1998 para proteger as paisagens e a biodiversidade das Ilhas Pakri.